# John Chilembwe
John Chilembwe (1871 - 3 februari 1915) was een Baptistendominee en een onderwijzer uit het Britse protectoraat Nyasaland, het huidige Malawi. Hij was een van de eersten die in opstand kwam tegen het kolonialisme in Nyasaland. Hij verzette zich tegen zowel de behandeling van Afrikaanse arbeiders op de door Europeanen geleide plantages als het gebrek aan sociale en politieke hervormingen die door de koloniale regering werden doorgevoerd. Vlak na de Eerste Wereldoorlog organiseerde Chilembwe een onsuccesvolle opstand tegen de Britse kolonisten in 1915. Tegenwoordig wordt Chilembwe, in het onafhankelijke Malawi, gezien als een held van de onafhankelijkheid en wordt hij jaarlijks op 15 januari geëerd met de John Chilembwe Day, de nationale onafhankelijkheidsdag van Malawi.

## Leven
Er is slechts beperkte informatie over de afkomst en geboorte van John Chilembwe. Een Amerikaans pamflet uit 1914 beweerde dat John Chilembwe werd geboren in Sangano, Chiradzulu District, in het zuiden van wat Nyasaland werd, in juni 1871. Rond 1890 raakte hij betrokken bij een missie van de Kerk van Schotland. Daar viel hij op in positieve zin t.o.v. andere inheemse missionarissen.
In 1892 werd hij bediende in het huishouden van Joseph Booth, een radicale en onafhankelijk-denkende missionaris, met overtuigingen uit het baptisme. Booth kwam naar Nyasland om vlak bij Blantyre, de Zambezi Industrial Mission op te richten. Booth was erg kritisch op de terughoudendheid van de Schotse missies om Afrikanen als volwaardige leden van de kerk op te nemen. Later stichtte hij nog zeven onafhankelijke missies in Nyasaland welke, net als de Zambezi Industrial Mission, zich focusten op de gelijkheid van alle gelovigen. Chilembwe wordt gezien als iemand die erg nauw betrokken was bij Booth, zowel in het huishouden als in de missie en zo werd hij dus beïnvloed door de radicale ideeën over religie en gelijkheid van Booth.
In 1897 reisde Chilembwe samen met Booth naar de Verenigde Staten. Daar werd hij door Booth geïntroduceerd aan dominee Dr. Lewis G. Gordon, lid van de National Baptist Convention, die hem een plek bezorgde in een opleiding aan de Virginia Theological Seminary and College (nu Virginia University van Lynchburg) een kleine Afro-amerikaanse seminarie in Lynchburg. Het is zo goed als zeker dat Chilembwe daar de geschiedenis van Afro-amerikanen bestudeerde. Zo raakte hij bekend met de ideeën van o.a Booker T. Washington en John Brown en andere abolitionisten. In 1899 werd Chilembwe vastgesteld als baptisten predikant en na het beëindigen van zijn studies in Lynchburg in 1900, keerde hij terug naar Nyasaland met de zegen en financiële steun van de Foreign Missions Secretary van de National Baptist Convention van de Verenigde Staten.

## Terugkeer naar Nyasland

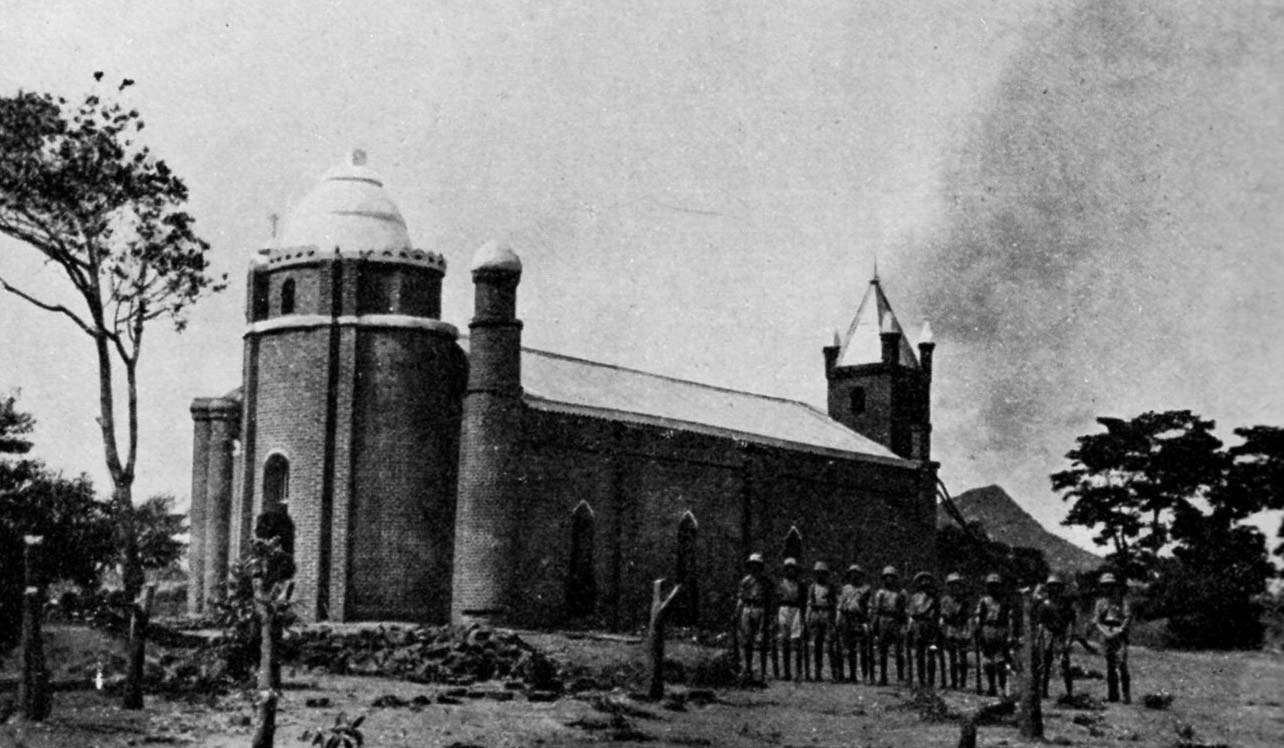
De Providence Industrial Mission (1915)

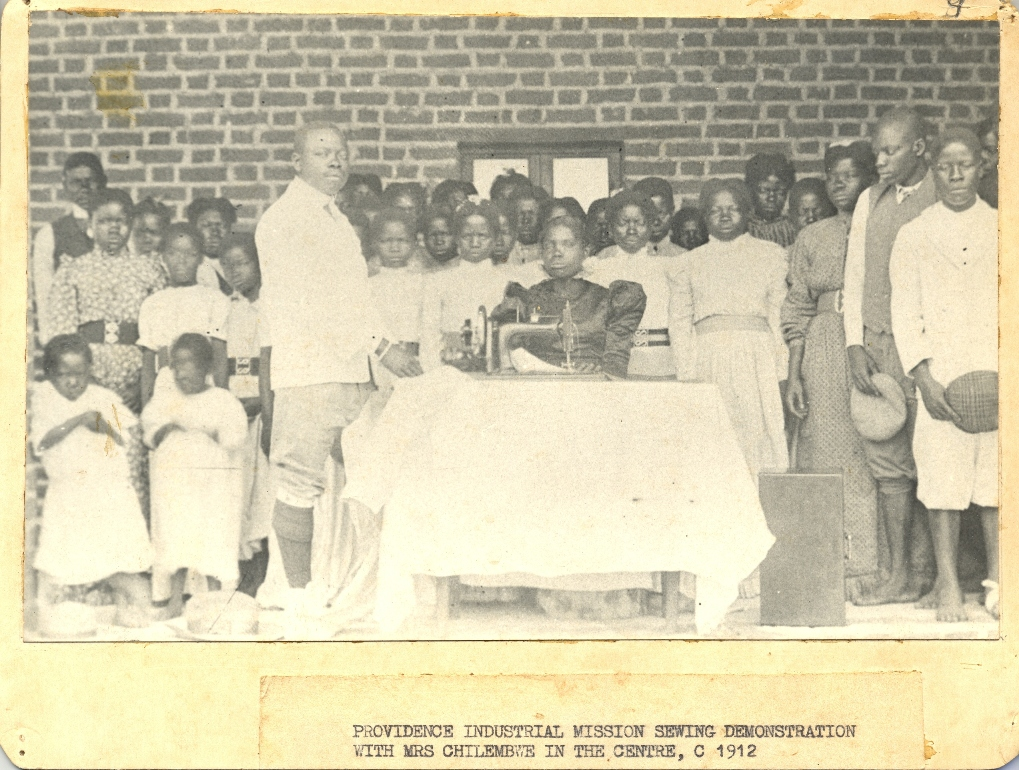
Een naaidemonstratie in de Providence Industrial Mission met in het midden Mevr. Chilembwe (ca. 1912).

In de eerste 12 jaren na zijn terugkeer richtte hij zich vooral op het aanmoedigen van Afrikaans zelfwaardering en vooruitgang door opleiding, hard werken en persoonlijke verantwoordelijkheid, gelijk aan de ideeën van Booker T. Washington. In 1906 richtte hij de Providence Industrial Mission (P.I.M.) op in het district van Chiradzulu, in het zuidelijke deel van de toenmalige Shire Highlands. De P.I.M. werd geprezen om zijn programma voor beroepsonderwijs. Uit het beschikbare fotomateriaal en de beschrijvingen die daarbij horen, blijkt dat Chilembwe in deze fase een gezin stichtte met zijn vrouw, Ida. Zijn vrouw lijkt ook nauw betrokken te zijn geweest bij het missie werk van haar man, zoals de foto van de naaidemonstratie suggereert.
Chilembwe predikte de waarde van hard werken, zelfwaardering en zelfstandigheid aan zijn gemeente, naar het voorbeeld van de Afro-amerikanen die hij had gezien in de Verenigde Staten. Ook predikte hij gericht tegen zaken als wellust, moord en diefstal. Hiermee onderscheidde hij zich van de meer typische radicale en op millenniarisme gerichte Afrikaanse predikers van die tijd. In eerste instantie vermeed Chilembwe kritiek op de Britse regering, dat als ondermijnend zou kunnen worden beschouwd, echter rond 1912/1913 werd hij meer politiek opstandig en had hij openlijk kritiek over de rechten van Afrikanen op het bezit van grond in de Shire Higlands en op de omstandigheden van de arbeiders en huurders op de diverse landgoederen, in het bijzonder de A.L. Bruce Estates. Dit Estate werd geleid door Alexander Livingstone Bruce (directeur) en William Jervis Livingstone (operationeel manager). Bruce was een uitgesproken tegenstander van het feit dat opgeleide Afrikanen konden worden beschouwd als volwaardige leden van de koloniale gemeenschap. Hij zorgde er dan ook voor dat Livingstone geen enkel missie werk toe liet op het landgoed en dat er ook geen scholen of mochten worden geopend. Bruce liet duidelijk zijn afkeer blijken van Chilembwe, vanwege zijn opleidingsachtegrond, en beschouwde alle Afrikaanse kerken als centra van onrust en deze waren dan ook verboden op het landgoed. Aangezien Chilembwe's missie het dichtstbijzijnde was en de onrust onder de arbeiders en huurders toenam was het logisch dat de Afrikaanse onrust zich rondom hem ontwikkelde en werd Chilembwe de spreekbuis voor de Afrikaanse huurders op de Bruce Estates. Chilembwe zocht de confrontatie door kerken op te richtten op het landgoed, welke door Livingstone werden afgebrand.
Rond 1912 en 1913 was er ook sprake van langdurige hongersnood in het buurland Mozambique, wat leidde tot een stroom van immigranten uit dat land. Deze immigranten werden volledig uitgebuit door de Europese landeigenaren en moesten voor bijzondere lage salarissen veel arbeid verrichten. Hierdoor werd ook de positie van de eigen inwoners en huurders van grond sterk verzwakt. Livingstone wist er voor te zorgen dat er zo'n 5000 arbeiders (al dan niet met geweld) gedwongen beschikbaar zouden zijn voor de katoenoogst. Verder werden de inwoners ondanks de voedseltekorten opgezadeld met een verhoogde belasting, de zogenaamde Hut tax.
Op basis van historisch onderzoek uit de jaren 60 wordt duidelijk dat Chilembwe vanaf 1910 ook te maken kreeg met persoonlijke problemen en moeilijke omstandigheden. Chilembwe kreeg te maken met een aantal schulden als gevolg van toenemende kosten voor het missiewerk en het afnemen van de financieel ondersteuning vanuit Amerika. Verder had hij veel last van astma-aanvallen, verloor hij steeds meer zijn gezichtsvermogen, en verloor hij zijn dochter. Dit alles zou zijn gevoel van wanhoop en vervreemding van het koloniale regime weleens kunnen hebben versterkt.

## Opstand

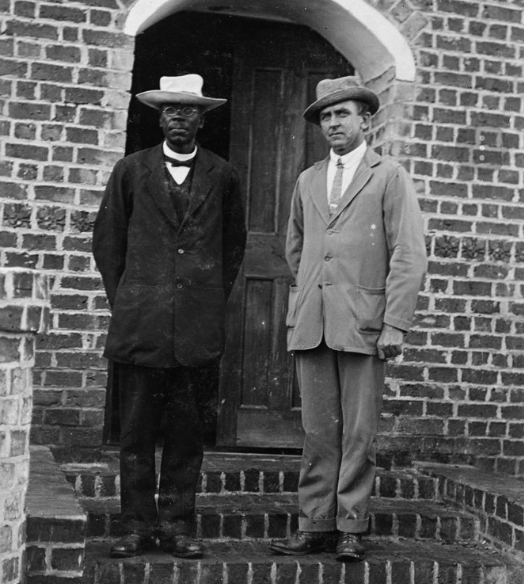
Een van de laatste foto's van John Chilembwe (1914, links)

Toen de lokale bevolking door de Britse koloniale autoriteiten werd opgeroepen om te vechten tegen de Duits-Oost-Afrikaanse veiligheidstroepen in de Eerste Wereldoorlog, verzette Chilembwe zich hier tegen, hij zag geen enkel voordeel voor de Afrikanen in deze oorlog. Integendeel, hij klaagde over racisme en uitbuiting.
Op 23 januari 1915 begon John Chilembwe een opstand met tweehonderd volgers. Ze vielen plantages aan waarvan ze dachten dat ze Afrikaanse arbeiders onderdrukten. Chilembwe was van plan alle mannelijke Europeanen te vermoorden. Drie Europeanen werden gedood, waaronder Livingstone, die werd onthoofd voor zijn vrouw en dochter. Sommige Afrikaanse arbeiders werden ook gedood, maar op bevel van Chilembwe bleven vrouwen en kinderen gespaard. De opstand mislukte wegens een gebrek aan steun. Chilembwe had brieven gestuurd naar de naburige steden Zomba en Ntcheu voor gelijktijdige aanvallen daar, maar zijn oproepen bereikten de geadresseerden niet op tijd. Toen de oproepen eindelijk op maandag 25 januari aankwamen, waren de autoriteiten al op de hoogte van het plan en de overhaaste actie van de rebellen werd in de kiem gesmoord. Chilembwe zelf werd vermoedelijk gedood in een poging om op 3 februari 1915 naar Mozambique te vluchten, zijn begraafplaats blijft tot op heden onbekend. Veel van zijn volgelingen werden gedood door de Britse koloniale autoriteiten, ook werd de Providence Industrial Mission gesloopt.

## Eerbetoon
Sinds de onafhankelijkheid van Malawi in 1964 wordt Chilembwe jaarlijks herdacht op de John Chilembwe Day op 15 januari. Elk jaar is er een herdenkingsdienst en worden er kransen gelegd bij de (sinds 1926) herbouwde Providence Industrial Mission.
Daarnaast wordt John Chilembwe afgebeeld op de bankbiljetten van de Malawische kwacha, voorheen op alle biljetten tegenwoordig alleen op die van de MK500 en de MK2.000. Hoewel hij door velen wordt gezien als de eerste nationalistische Malawische held, is er ook kritiek op zijn barbaarse methode van verzet en de onthoofding van Livingstone in het bijzonder.